# 伊坂ダム
伊坂ダム（いさかダム）は、三重県四日市市伊坂町にある工業用水供給用のダムである。

## 沿革
北伊勢工業用水の供給を目的に1963年（昭和38年）に着工された。1966年（昭和41年）7月に竣工された。ダムの形式は傾斜コア型アースダムで、事業費13億円。四日市市に一日180,000m3を給水する。
また、東方向に同様の目的を持つ山村ダムが存在する。

## 近隣施設
ダム湖の伊坂貯水池を巡る全長3.6kmの周回道路は、遊歩道、サイクリングロードとして利用されている。
近隣施設に伊坂ダムサイクルパークがある。駐車場、トイレ、足湯あり。
山口誓子、石井ひさおの句碑

## アクセス
- 三岐鉄道平津駅より約2km
- 三岐鉄道暁学園前駅より約2.5km
- 東名阪自動車道四日市東インターチェンジより約2.5km
- 国道1号松原町交差点より約5km